# Magyar űrtevékenység
Magyarország az 1960-as évek végétől nemzetközi együttműködések keretében több űrprogramban is részt vett. 1992 től 2014-ig a Magyar Űrkutatási Iroda irányította a kutatótevékenységet és a nemzetközi kapcsolatokat. 2014-től a Nemzeti Fejlesztési Minisztérium, 2018-tól a Külgazdasági és Külügyminisztérium látja el az űrtevékenység felügyeletét. 2015 óta Magyarország az Európai Űrügynökség (ESA) teljes jogú tagállama.

## Történet

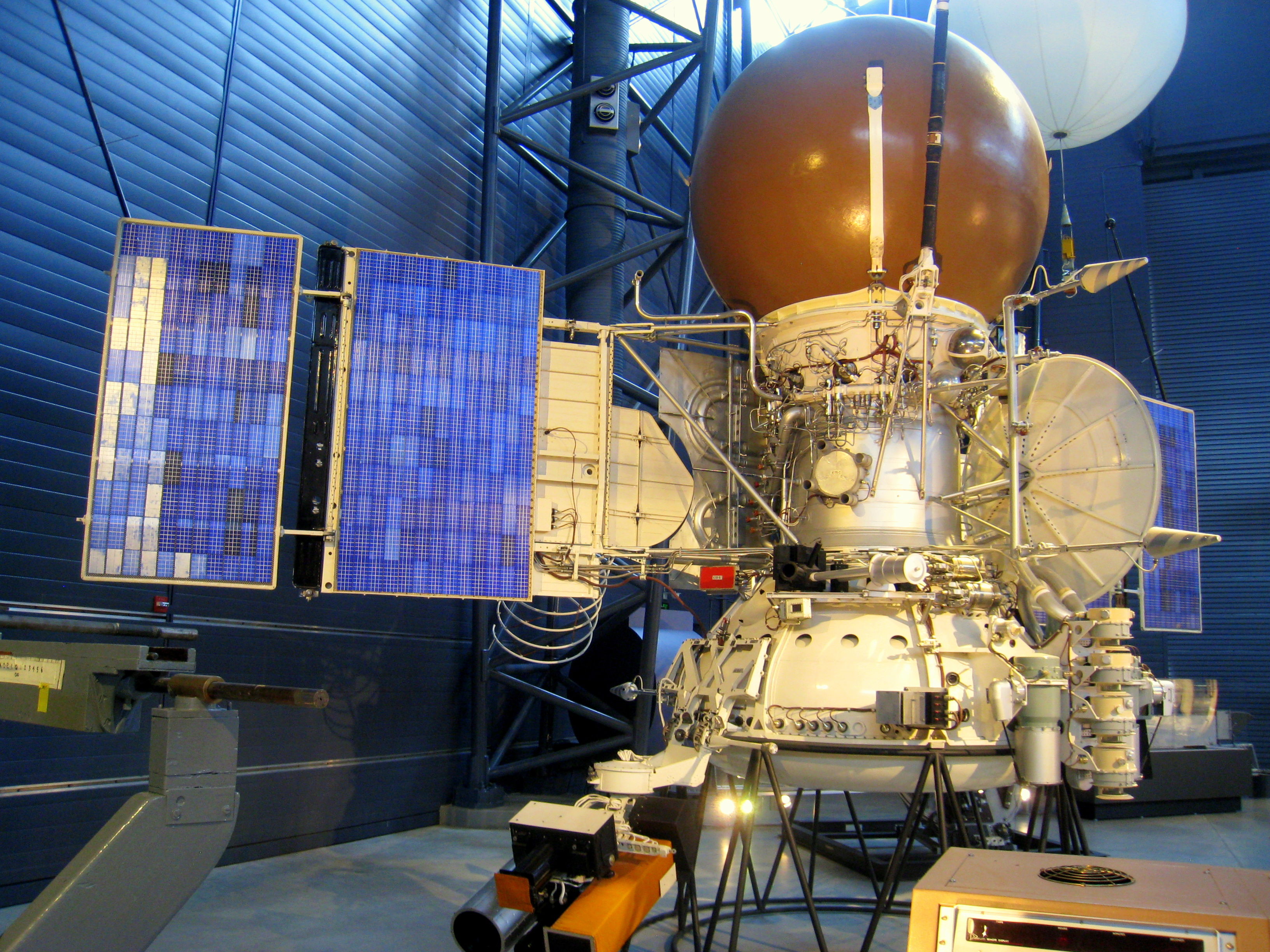
A VEGA szondák modellje az Udvar-Hazy Centerben

A magyar űrtevékenység kezdete 1946. február 6-ra tehető, amikor Bay Zoltán vezetésével egy kutatócsoport végrehajtotta az első sikeres európai Hold-radar kísérletet, melynek keretében sikerült kimutatniuk a Hold felé küldött radarhullámok visszaverődését. Az 1967-ben meghirdetett Interkozmosz együttműködés kereteit kihasználva kutatórakéták, műholdak (Interkozmosz, Prognoz), majd bolygóközi szondák (VEGA, Fobosz) fedélzetére is feljutottak magyar műszerek. Az első magyar űrberendezés az Interkozmosz a Vertyikal–1 rakétaszondán elhelyezett passzív mikrometeoritcsapda volt. A Vega-programban való részvétel a mai napig a magyar űrtevékenység egyik legnagyobb sikere.

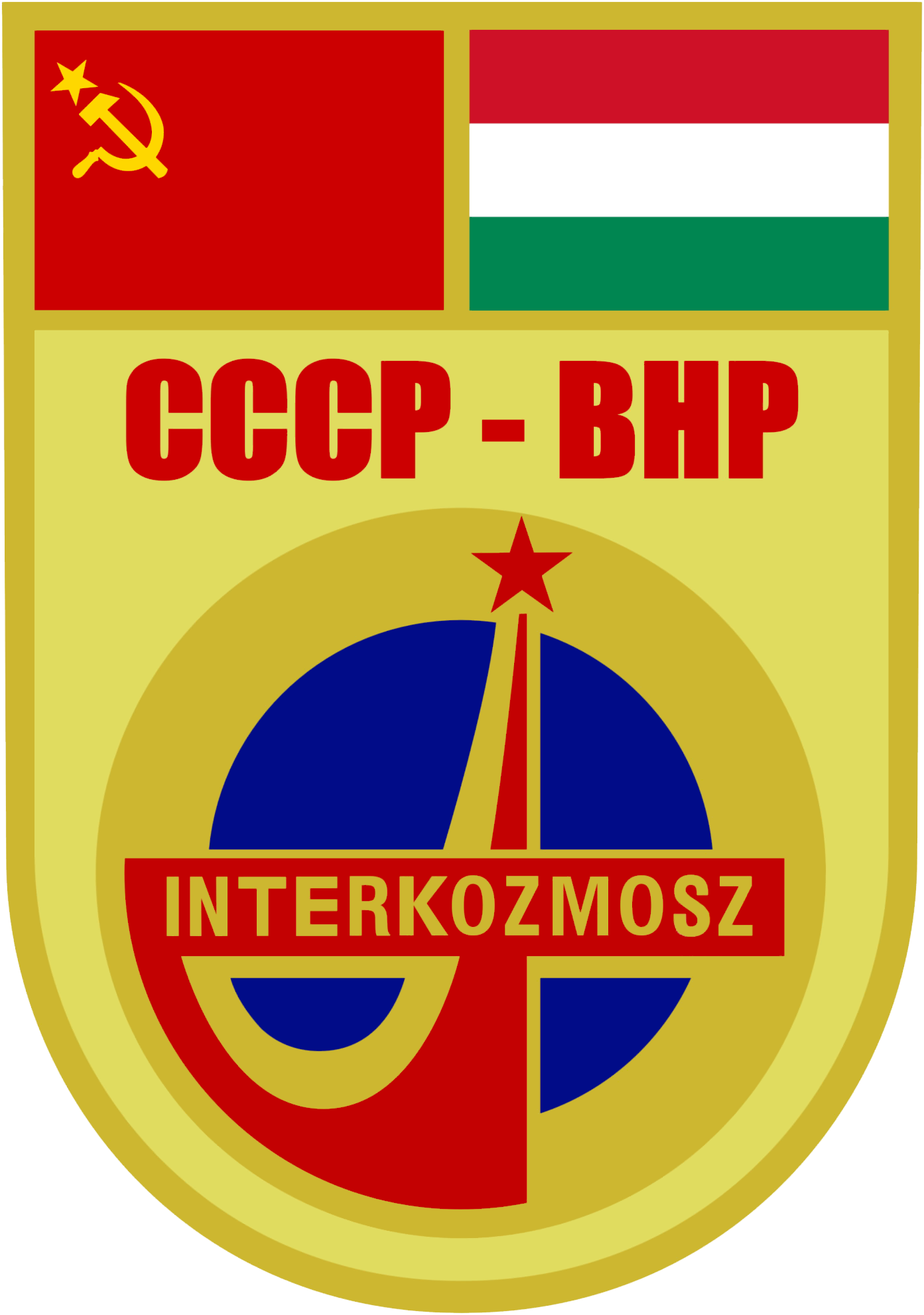
A Szojuz-36 küldetés jelvénye

1980-ban az Interkozmosz program részeként repült a Szojuz–36 űrhajóval Farkas Bertalan a Szaljut–6 űrállomásra. Farkas Bertalan vitte magával először az űrbe a Pille nevű dózismérőt, amelyet azóta már több szovjet/orosz és amerikai űrrepülésen használtak. Jelenleg a Nemzetközi Űrállomáson alkalmazzák. A rendszerváltás után, 1991-ben újraszervezték a magyar űrtevékenység irányítását. 1992-ben létrejött a Magyar Űrkutatási Iroda és a hozzátartozó szervek: a Magyar Űrkutatási Tanács és az Űrkutatási Tudományos Tanács. Az 1990-es években tervezték a Magyarsat nevű magyar távközlési műhold indítását. 2001 tavaszán a magyar és az amerikai kormány között űrkutatási együttműködési megállapodás született.
A közép-kelet-európai régióban elsőként írta alá 2003. április 7-én az Európai Űrügynökséggel a szorosabb kapcsolatot jelentő ECSA (European Cooperating State Agreement) dokumentumot, de viszonylag későn, Csehország, Románia és Lengyelország után vált csak az ESA teljes jogú tagjává (2015).
A magyar űrtevékenység történetének új fejezete kezdődött 2012. február 13-án a Masat–1, teljesen magyar építésű pikoműhold felbocsátásával. A műholdat a Budapesti Műszaki és Gazdaságtudományi Egyetemen fejlesztették, építését magántámogatók (cégek és magánszemélyek) finanszírozták. A műhold felbocsátása az Európai Űrügynökség Vega hordozórakéta hordozóeszközének kísérleti startja keretében, a LARES és Almasat–1 műholdak, illetve több más (olasz, spanyol, lengyel, román), hasonlóan egyetemi építésű pikoműhold társaságában vált lehetővé.
2014-ben megszüntették a magyar űrtevékenységet koordináló szervezetet, a nemzeti fejlesztési miniszter felügyelete alatt álló Magyar Űrkutatási Irodát.
2015-ben Magyarország az Európai Űrügynökség (ESA) teljes jogú tagja lett, így már az összes európai programban részt vehet. A tagdíj 6-8 millió euró évente, viszont ennek 95 százalékát a szervezet elosztási rendszere alapján visszapályázhatják a cégek.
A magyarországi űrtevékenységgel kapcsolatos feladatok állami feladatokat 2018-tól a Külgazdasági és Külügyminisztérium (KKM) látja el (a Kormány tagjainak feladat- és hatásköréről  szóló 94/2018. (V. 22.) Korm. rendelet értelmében  a külgazdasági és külügyminiszter felelős az űrkutatásért). Az állami feladatok (az űrkutatási tevékenység szabályozása, nemzetközi szerződések előkészítése, űrkutatási stratégia elkészítése) ellátására a Külgazdasági és Külügyminisztérium szervezeti keretei között miniszteri biztosi posztot hoztak létre, amelyre a külgazdasági és külügyminiszter 2018. november 1-jén egy éves időtartamra Ferencz Orsolyát nevezte ki. Ezzel párhuzamosan a KKM-ben létrehozták a Űrkutatásért Felelős Főosztályt, melynek szakmai felügyeletét a miniszteri biztos látja el. Ferenc Orsolya miniszteri biztosi megbízatást 2019. november 1-jén további legalább egy évre meghosszabbították.

## Űrprogramok magyar részvétellel
(nem teljes lista)
- Interkozmosz: közös űrkutatási program a Szovjetunió és a szocialista országok (Bulgária, Csehszlovákia, Kuba, Lengyelország, Magyarország, Mongólia, Német Demokratikus Köztársaság, Románia, Vietnám) között.
- Szojuz–36 – Szaljut–6: az első magyar űrrepülés Farkas Bertalannal.
- Vega-program: szovjet üstökös-szondák a Halley-üstökös tanulmányozására. Magyar fejlesztésű a tv-rendszer elektronikája, a kozmikus sugárzásmérő, egy napszél-analizátor és részben a tömeg-spektrométer.
- Fobosz-program: sikertelen szovjet Mars-szondák.
- Marsz–8: sikertelen szovjet Mars-szonda. Három műszer fejlesztésében vettek részt a RMKI kutatói.
- Cassini–Huygens: a Szaturnusz kutatására indított Cassini űrszondához a KFKI RMKI-ban földi ellenőrző egységek és számítógépes programok készültek.
- Nemzetközi Űrállomás: az amerikai és az orosz részlegnek is szolgálati berendezése a Pille dózismérő, amellyel rendszeresen ellenőrzik az űrhajósokat érő káros sugárzást. Tervezik még a Miskolci Egyetem Anyagtudományi Intézetének mérnökei által kifejlesztett korszerű űrkemence, az Univerzális Sokzónás Kristályosító (USK) felvitelét az űrállomásra.
- Cluster-program: négy műhold, amelyekkel a Nap és a Föld között végbemenő, a földi jelenségeket befolyásoló jelenségeket tanulmányozzák. Magyar kutatók két kísérlet (mágneses tér mérése, a közepes energiájú ionok és elektronok mérése) előkészítésében is részt vettek. A RMKI-ben működik az egyik adatközpont, amely a pályaadatok adatkezeléséért, átalakításáért felelős.
- Rosetta: európai üstökösszonda a Csurjumov-Geraszimenko-üstökös vizsgálatára. Magyar mérnökök a fedélzeti számítógép, az elektromos energiaellátó rendszer és néhány tudományos kísérlet elkészítésébe kapcsolódtak be.
- STEREO: a NASA napfizikai programja.
- Chibis–M: az IKI-RAS (az Orosz Tudományos Akadémia Űrkutató Intézete) által irányított orosz-ukrán-magyar mikroműhold a Föld ULF/VLF elektromágneses környezetének tanulmányozására.[6]
- Masat–1 pikoműhold: az első teljesen magyar építésű műhold.

## Űrkutatással foglalkozó intézmények és űripari cégek Magyarországon
- Magyar Űrkutatási Iroda: 1992-ben létrejött, a magyar űrtevékenységet koordináló szervezet.[7] 2014-ben megszűnt.
- Wigner Fizikai Kutatóközpont (Űrfizikai és Űrtechnikai Osztály) – A Naprendszer, a bolygóközi tér töltött részecskéinek tanulmányozásával és kutatásával foglalkozik.[8]
- KFKI Részecske- és Magfizikai Kutatóintézet Honlap
- KFKI Atomenergiakutató Intézet
- ELTE TTK/MTA Geonómia: Kozmikus Anyagokat Vizsgáló Űrkutató Csoport Honlap; Geofizikai és Űrtudományi Tanszék Űrkutató Csoport, műholdas műszerfejlesztés és magnetoszféra-kutatás Honlap
- Admatis: A Miskolci Egyetemen kifejlesztett űrkemencét hasznosító Űrkutató Csoport
- Admatis Kft.[9]
- BME Suborbitals: Magyarország 2021-ben alapult első és legnagyobb hallgatói csapata, melynek célja szuborbitális rakéták fejlesztése és nemzetközi versenyeken való részvétel.

## A magyar űrtevékenység elismerése
2010. március 20-án a magyar űrkutatók közössége Magyar Örökség díjat kapott. A bíráló bizottság indoklásában a díjat „a nemzetközi űrkutatásban való magyar részvétel” érdemelte ki, ugyanakkor 11 személyt külön ki is emelt a magyar űrkutatók közösségéből. Ezek a személyek a következők: Kármán Tódor, Izsák Imre, Pavlics Ferenc, Bejczy Antal, Tófalvi Gyula, Almár Iván, Ferencz Csaba, Gschwindt András, Farkas Bertalan, Magyari Béla és Charles Simonyi. A Magyar Örökség díjat az idehaza dolgozó űrkutatók nevében Ferencz Csaba, a külföldön élők nevében Bejczy Antal vette át az Akadémián rendezett ünnepségen.
A Hold-radar-kísérletért korábban már Magyar Örökség díjat kapott Bay Zoltán az esemény 50. évfordulóján, valamint Simonyi Károly professzor 1998-ban.